# Australia en los Juegos Olímpicos de Turín 2006
Australia estuvo representada en los Juegos Olímpicos de Turín 2006 por un total de 40 deportistas que compitieron en 10 deportes.  
La portadora de la bandera en la ceremonia de apertura fue la esquiadora acrobática Alisa Camplin.

## Medallistas
El equipo olímpico australiano obtuvo las siguientes medallas:
| Nombre          | Deporte          | Competición   |
| --------------- | ---------------- | ------------- |
| Oro             |                  |               |
| Dale Begg-Smith | Esquí acrobático | Baches M      |
| Plata           |                  |               |
| —               |                  |               |
| Bronce          |                  |               |
| Alisa Camplin   | Esquí acrobático | Salto aéreo F |